# LTJ Bukem
LTJ Bukem  (szül. Danny Williamson 1967 szeptember 20., London)  
brit drum and bass zenész, producer és DJ.
Ő és kiadója, a Good Looking Records főleg a jazz-szerű atmoszferikus drum and bass stílusban tevékenykednek.

## Lemezei
- 2004 – Progression Sessions 10 Germany Live 2004
- 2004 – Earth VII
- 2003 – Progression Sessions 8 UK Live 2003
- 2002 – Earth VI
- 2002 – Earth V
- 2002 – Producer 05
- 2002 – Earth IV
- 2002 – Progression Sessions 7 Japan Live 2002
- 2001 – Progression Sessions 6 America Live 2001
- 2001 – Logical Progression
- 2000 – Journey Inwards
- 2000 – Progression Sessions V
- 2000 – Producer 01
- 1999 – Progression Sessions IV
- 1999 – Progression Sessions III
- 1998 – Earth III
- 1998 – Progression Sessions I
- 1998 – Earth II
- 1997 – Earth I
- 1995 – Horizon / Rain Fall
- 1993 – Music (Happy Raw) / Enchanted
- 1993 – Bang The Drums / Remnants
- 1991 – Logical Progression EP
- 1991 – Demon's Theme / A Couple Of Beats (Original Press)
- 1991 – Delitefol

### Remixek
- Sweetness Michelle Gayle  (Mellow Drum n Bass mix by LTJ Bukem 1994)
- Feenin Jodeci  (LTJ Bukem Remix 1995)
- Transamazonia The Shamen (LTJ Bukem Remix 1995)
- If I Could Fly Grace  (LTJ Bukem Remix 1996)
- The Essence Herbie Hancock (LTJ Bukem Remix 2001)

## Külső hivatkozások
- LTJ Bukem az AllMusic-on
- LTJ Bukem a Discogson
- An interview – MTV.de